# 原保證責任歸仁信用購買販賣利用組合辦公廳舍
原保證責任歸仁信用購買販賣利用組合辦公廳舍，建於1925年，為歸仁區農會的起家厝。在2016年高雄美濃地震後，建築立面及部分結構損毀。歸仁區農會本來欲將其拆除，但後來登錄為台南市歷史建築，並將進行修復工程。

## 沿革
- 1925年，成立「保證責任歸仁信用購買販賣利用組合」
- 1944年，改稱「歸仁庄農業會」
- 1946年，改組為「歸仁鄉合作社」和「歸仁鄉農會」
- 1949年，再合併為「臺南縣歸仁鄉農會」[3]
- 1967年，歸仁鄉農會遷移至新廳舍[4]
- 2016年，2月6日時因地震損毀，之後在10月5日以「原保證責任歸仁信用購買販賣利用組合」的名稱登錄為歷史建築。

## 建築特色
建築物外部立面形式、天花板、門窗以及外牆飾材作法，為藝術裝飾風格，呈現日治中晚期之工藝風格，具時代特色。

## 照片

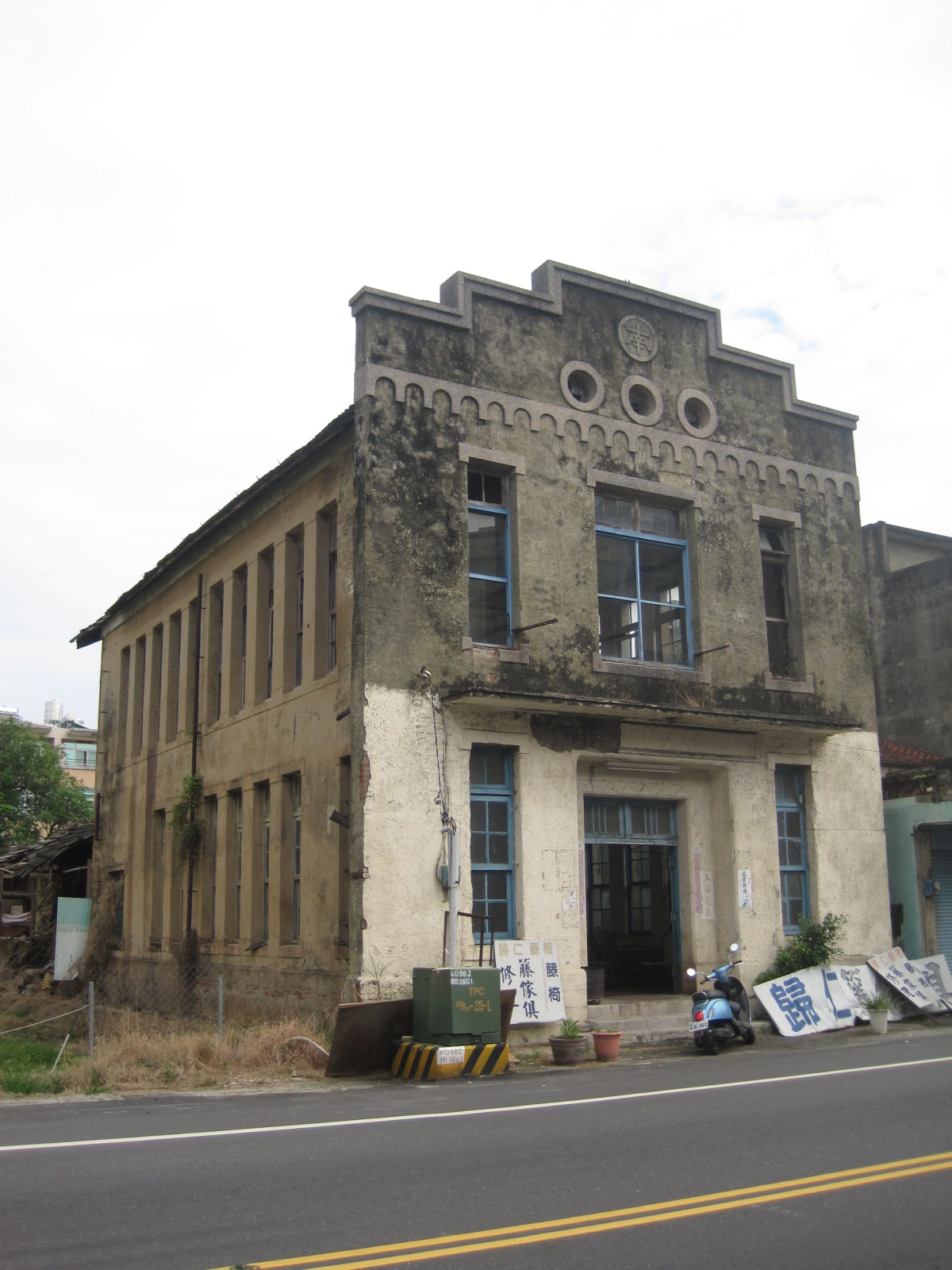
震毀前之外觀（2012年）
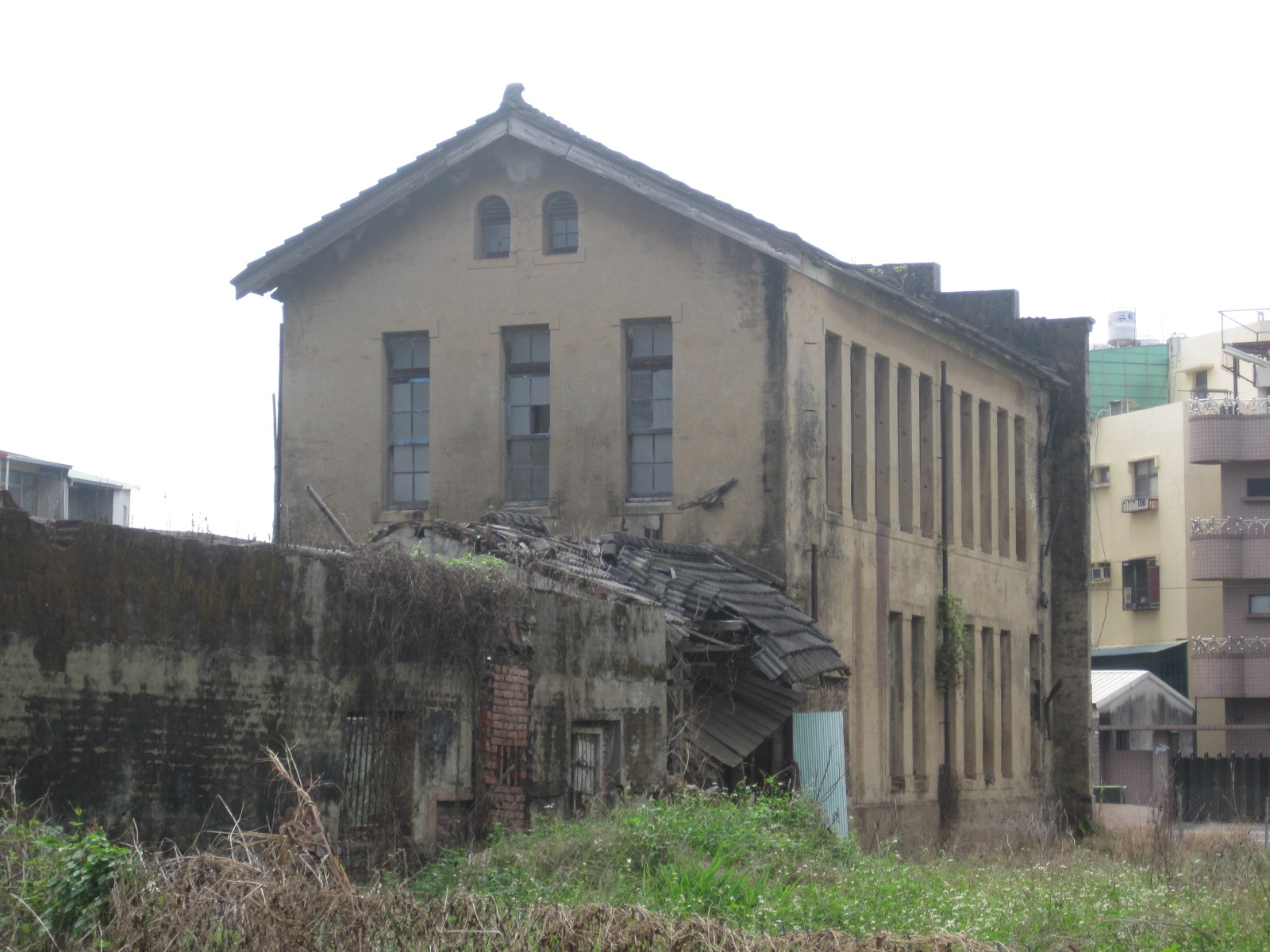
震毀前之背面外觀（2012年）